# الأميرالية البريطانية
الأميرالية (بالإنجليزية: Admiralty) وتعرف باسم مكتب الأميرالية والشؤون البحرية هي الإدارة الحكومية المسؤولة عن قيادة البحرية الملكية أولاً في مملكة إنجلترا ، ولاحقًا في مملكة بريطانيا العظمى ، ومن عام 1801 إلى 1964 في المملكة المتحدة والإمبراطورية البريطانية السابقة. يقودها شخص واحد يدعى «الأميرال»، نشأت الأميرالية في القرن 18 والتي تمارسها اللوردات مفوضي هيئة اركان البحرية، الذي يجلس في مجلس الأميرالية.
في عام 1964 ، نقلت مهام الأميرالية إلى مجلس أميرالي جديد ، وهو لجنة تابعة لمجلس الدفاع ثلاثي الخدمات في المملكة المتحدة وجزء من إدارة البحرية التابعة لوزارة الدفاع. يجتمع مجلس الأميرالية الجديد مرتين فقط في العام ، ويتم التحكم في التشغيل اليومي للبحرية الملكية من قبل مجلس البحرية . من الشائع أن يشار إلى السلطات المختلفة المسؤولة الآن عن البحرية الملكية ببساطة باسم «الأميرالية».
مُنح لقب اللورد الأدميرال لأفراد النظام الملكي في المملكة المتحدة من عام 1964 إلى عام 2011. ومَنحت الملكة إليزابيث الثانية هذا اللقب للأمير فيليب ( دوق إدنبرة ) في عيد ميلاده التسعين. وهناك أيضًا نائب أميرال من المملكة المتحدة وأدميرال من المملكة المتحدة ، وكلاهما يحوزان اللقب بشكل فخري.